# Podłuby
Podłuby (ukr. Підлуби, Pidłuby) – wieś na Ukrainie, w rejonie jaworowskim obwodu lwowskiego. Wieś liczy 707 mieszkańców.
W II Rzeczypospolitej do 1934 samodzielna gmina jednostkowa. Następnie należała do zbiorowej wiejskiej gminy Bruchnal w powiecie jaworowskim w woj. lwowskim. 15 kwietnia 1944 nacjonaliści ukraińscy z OUN-UPA zamordowali tutaj 11 Polaków. Po wojnie wieś weszła w struktury administracyjne Związku Radzieckiego.